# SV 베르더 브레멘
슈포르트페어라인 베르더 브레멘 폰 1899 e. V.(Sportverein Werder Bremen von 1899 e. V.) 은 북서부 독일의 브레멘에 위치한 축구 클럽이다. 클럽은 1899년 2월 4일에 창단되었고, 창단 당시 이름은 푸스발페어라인 베르더(Fußballverein Werder)였고, 당시 16명의 실업고 학생들이 스포츠 대회 수상 후 창단하였다. 그들은 그 지역 방언으로 하중도(河中島)를 뜻하는 단어를 도입, 연고지가 강가에 위치한다는 점을 강조하였다. 베르더는 39,100명의 회원으로 증가하였다.
베르더는 독일의 1부 리그인 분데스리가의 주요 클럽중에 하나로 이름을 지켜왔다. 베르더는 현재까지 네번의 리그 우승을 경험하였고, DFB-포칼을 6번 우승하였다. 그들이 최근에 들어 가장 성공한 시기는 2004년이었다. 그들은 이 시기에 더블을 이룩하였다. 베르더는 또한 유럽대항전 타이틀도 보유하고 있는데, 1992년, AS 모나코 FC를 UEFA 컵위너스컵 결승에서 2-0으로 격파하였다. 베르더는 2009년에 UEFA 유로파리그로 개칭되기 전의 UEFA컵의 마지막 결승전에 진출하였으나, 우크라이나의 FC 샤흐타르 도네츠크에 연장전 끝에 2-1로 석패하였다.

## 역사
현 클럽의 전신 SV 베르더는 1899년 9월 10일에 ASC 1898 브레멘을 상대로 첫 경기를 펼쳤고, 이 원정 경기에서 1-0 승리를 거두었다. 1900년, FV 브레멘은 라이프치히의 독일 축구 협회 (DFB) 창단 멤버 중 하나가 되었다. 그 후, 클럽은 창단 초기에 성공을 거두었는데, 이 시기에 몇 기의 지역 챔피언쉽 우승을 거두었다. FV 브레멘은 플레이오프를 통해 북독일 축구 연맹 (NFV)의 국가 챔피언쉽에 도전하였고, 일곱 지역 리그시즌 중중 한 시즌에 참가하였지만, 본선 진출에 실패하였다. 그들은 최초로 유료 관중을 받아들이고, 필드 주위에 펜스를 최초로 친 클럽이었다.
1914년 4월, 클럽은 알게마이너 브레머 툰버라인 1860(Allgemeiner Bremer Turnverein 1860)의 일부가 단기간 동안 되었고, 스포타브테일룽 베르더 데스 ABTV (Sportabteilung Werder des ABTV)라고 불리었다. 하지만, 이 관계는 멀지 않아 끝나버렸고, 두달 뒤, 베르더는 독립된 클럽이 되었다.
제 1차 세계대전 이후로 꾸준히 타 스포츠 클럽을 받아들이며 성장한 베르더는 1920년 1월 19일에 현재의 명칭인 스포트버라인 베르더 브레멘 (Sportverein Werder Bremen)으로 개칭하였다. 축구는 현재까지도 클럽의 1차 관심사가 되었고, 1922년, 그들은 독일 클럽 최초의 프로 코치를 내정하였다. 그 후, 1920년대에서 1930년대초까지 연말 NFV 플레이오프에 도전하였으나, 성공을 거두지는 못하였다.
독일 축구는 제 3제국이 1933년에 정권을 가져간 뒤 16기의 1부리그로 재정비되었는데, 가울리겐과 베르더는 가울리가 니더작센의 일부가 되었다. 클럽은 진정하게 역사 최초의 성공을 거두었고, 1부리그 타이틀을 1934년과 1936년, 그리고 1937년에 가져갔고, 국가 레벨의 경쟁에 처음으로 진출하였다. 가울리가의 구조는 제2차 세계 대전을 1939년부터 거치면서 달라졌고, 가울리가 니더작센은 2기의 다른 리그로 갈라졌다. SV는 가울리가 니더작센/ 노르트에 속하였고, 그들은 1942년에 네번째 우승을 하였다. 전쟁이 국가를 삼킴에 따라, 가울리가는 더욱 국지적 성격을 뛰었다. 가울리가 니더작센/노르트는 다시 가울리가 베저-엠즈로 또다시 가울리가 베저-엠즈/브레멘으로 다음 2년간 변경되었다. 베르더의 1944-45시즌은 2경기 뒤 중단되었다.
다른 독일의 조직들처럼, 클럽은 전쟁후 연합군 점령기동안 해체되어있었다. 베르더는 1945년 11월 10일에 툰 운트 스포르트버라인 베르더 1945 브레멘 (Turn- und Sportverein Werder 1945 Bremen)으로 부활하였고, 이 명칭은 스포르트클럽 그륀바이스 99 브레멘 (Sport-Club Grün-Weiß 99 Bremen)으로 1946년 2월 4일에 변경되었다. 팀은 슈타트리가 브레멘에 있었고, 타이틀을 획득한 뒤, 북독일 챔피언쉽에 참여하여, 8강에 진출하였다. 그들은 SV 베르더 (SV Werder)라는 명칭을 1946년 3월 25일, 플레이오프 이전에 회복하였다.
당시 독일 경기에서는 프로선수를 받아들이지 않았고, 축구 선수들은 2가지 이상의 직업을 갖고 있는 경우가 다반수였고, 대체로 지역 팬이었다. 베르더의 경우에는, 인근의 브링크만 토바코 공장에서 선수들이 일하였고, 그에 따라 텍사스 11이라는 회사의 담배 이름을 따 별명이 붙여졌다.
전쟁 후에서 1963년 분데스리가의 출범때까지 브레멘은 우수한 모습을 보였고, 함부르크 SV와 더불어 가장 강력한 북독일 팀이 되었다. 1961년, 그들은 첫 DFB-포칼 우승을 거두었다. 그들의 성과는 분데스리가 원년 멤버의 자리를 따는데 한몫 하였다. 그리고 리그의 2번째 시즌 브레멘은 우승을 거두었다. 그들은 1967-68 시즌을 준우승으로 마무리하였지만, 그 후 12년 동안 하위권을 기록하였다. 그들의 성적을 올리기 위하여 비싸고, 유명한 백만장자 선수를 얻으려고 하는 노력은 실패로 끝났다. 브레멘은 1980-81 시즌 처음이자 지금까지 마지막으로 리그 17위로 종료한 뒤 2 분데스리가로 강등되었다.
브레멘은 새로운 감독 오토 레하겔 하에서 회복세를 보였고, 연속적인 성공을 하였다. 분데스리가에서 1983년, 1985년, 1986년에 준우승을 거둔 뒤 1988년에 리그 우승을 하였다. 1989년과 1990년에는 DFB-포칼 결승에 진출하였고, 이듬해인 1991년에는 우승을 거두었다. 이듬해 UEFA 컵위너스컵 우승을 거두었고, 1993년에 또다시 3번째 리그 우승을 거둠과 동시에, 이듬해 또다시 DFB-포칼 우승을 하였다. 1995년 6월에 레하겔은 팀을 떠나 단기간동안 FC 바이에른 뮌헨의 사령탑을 맡았다. 레하겔이 떠난 브레멘은 다시 하락세로 이어졌고, 연속적으로 감독을 내정하고 경질하였으며 (아드 데 모스, 딕시 되르너, 볼프강 시드카, 그리고 펠릭스 마가트), 클럽은 다시 하위권으로 가라앉었다. 1999년 5월, 브레멘의 수비수 출신이자, 아마추어팀을 맡고있던 토마스 샤프가 내정되었고, 위기에 빠진 팀을 강등을 면하게 한 뒤 컵대회 우승을 1주일 뒤에 하였다.
팀의 성적은 다음 시즌에 안정화되었고, 브레멘은 다시 상위권 성적을 거두었다. 2004년, 브레멘은 분데스리가와 DFB-포칼의 우승타이틀을 모두 확보하여 더블을 달성한 독일의 4 클럽중 하나가 되었다. 다음 시즌, 브레멘은 UEFA 챔피언스리그 2004-05에 진출하여, 16강에 올랐지만, 올랭피크 리옹에 10-2 대패를 당하여 탈락하였다. 이 시즌에 리그 3위로 마감한 브레멘은 다음해에도 챔피언스리그에 진출하였고 부상으로 인한 어려운 시즌을 보냈다. 그들은 다시 16강 진출권을 획득하였고, 16강에서 유벤투스 FC를 만나 4-4 동률이지만 원정골로 탈락하였다. 리그 준우승은 UEFA 챔피언스리그 직행권을 따기에 충분하였다.
2006-07 시즌, 베르더 브레멘은 시즌 전반을 1위로 마감하였다. 하지만 VfB 슈투트가르트와 FC 샬케 04에 밀려 3위로 마감하였다. 이 시즌의 UEFA 챔피언스리그 조 3위는 UEFA 컵행으로 이어졌고, 준결승에서 RCD 에스파뇰에 패하였다. 시즌 종료 후, 브레멘은 팀의 공격수 미로슬라프 클로제를 FC 바이에른 뮌헨에 빼앗겼다. 06-07 시즌에 조별리그 3위로 마감한것처럼, 07-08 시즌에는 올림피아코스 FC에 밀려 16강행에 실패하였다. 리그 준우승은 5년 연속 UEFA 챔피언스리그 진출권 획득으로 이어졌다.
브레멘은 2008-09 시즌을 힘겹게 보냈으며, 10년 이상만에 최악의 성적인 10위로 마감하였다. 그러나 브레멘은 UEFA 챔피언스리그 조별리그 3위를 기록한 후 UEFA 컵 결승 진출을 이루어냈다. UEFA 컵 결승전에서 나우두가 FC 샤흐타르 도네츠크의 초반골에 대한 동점골을 삽입하였으나, 연장전에서 샤흐타르가 다시 골을 기록하여 1-2로 패하였다. 2008-09 시즌의 마지막 경기에, 바이어 04 레버쿠젠을 DFB-포칼 결승전에서 만나 1-0으로 꺾고 우승하였다. 2008-09 시즌의 UEFA 컵에서, 베르더는 3기의 이탈리아 클럽 중 2기인 AC 밀란과 우디네세 칼초를 탈락시키며 "이탈리아 킬러"의 모습을 보였다.
브레멘은 2009-10 시즌, 아인트라흐트 프랑크푸르트와의 홈 경기 개막전에서 2-3으로 패배하여 출발이 좋진 못했지만 그 다음 경기부터 7승 6무로 14경기째 무패행진을 달렸고 지난 시즌과는 완전히 다른 모습을 보여주었다. 브레멘은 이 시즌을 3위로 마감하여 UEFA 챔피언스리그 진출권을 다시 획득하였다.
그러나 2010-11 시즌, 팀의 플레이 메이커였던 메수트 외질을 레알 마드리드 CF로 이적시키면서 그의 공백으로 인해 또다시 위기를 맞았다. 시즌 개막전부터 TSG 1899 호펜하임에게 4-1로 끔찍한 역전패를 당했고 UEFA 챔피언스리그마저 조별리그 최하위로 탈락하고 말았다. 장기간 감독직을 맡았던 토마스 샤프감독까지 경질될 위기에 처했으나 수뇌부와 팬들의 신임을 받아 감독직을 계속 유지하였다. 결국 브레멘은 이 시즌 샤프 감독 체제 최악의 성적인 13위로 마감하였다. 2011-12 시즌에는 재정난으로인해 팀의 주축 선수들을 대거 이적시켰다. 팀의 주장이었던 토르스텐 프링스는 토론토 FC로, 페어 메르테자커는 아스날 FC로 이적하였다. 그럼에도 불구하고 브레멘은 나쁘지않은 출발을 보였으나 나중에는 주전 선수들의 줄부상으로 인해 시즌을 9위로 마감하였다. 그 다음 시즌에도 주전 선수였던 마르코 마린을 첼시 FC로, 나우두는 VfL 볼프스부르크로 이적시켰다. 그리고 2005년부터 활약해왔던 수문장 팀 비제마저 TSG 1899 호펜하임으로 팀을 떠났기에 이 시즌 브레멘의 부진은 당연했다. 브레멘은 2012-13 시즌을 14위로 마감하였고, 시즌이 끝난 후 14년 동안 베르더 브레멘을 지휘해왔던 토마스 샤프감독은 감독직에서 사임하였다. 이후 로빈 두트가 감독직을 맡아 2013-14 시즌을 12위로 마감했고, 다음 시즌인 2014-15 시즌 최악의 부진 끝에 로빈 두트는 시즌 도중에 경질되었고, 팀의 2군 감독이었던 빅토르 스크리프니크가 사령탑을 이어받았다.
2015-16 시즌에는 팀의 레전드 선수 중 하나인 클라우디오 피사로 선수가 복귀 하는 등 기대를 모았다. 하지만 주전 선수들의 잇따른 부상과 부진으로 실망스러운 시즌을 보낸 끝에 강등위기에 놓이기도 했다. 하지만 시즌 최종전이자 시즌 막바지 강등을 놓고 다퉜던 프랑크푸르크와의 대결에서 첼시로부터 임대된 파피 질로보지의 골로 1:0으로 승리해 잔류에 성공하며 13위로 2015-16 시즌을 마쳤다.

## 스폰서
클럽의 스폰서쉽을 가지고 있는 기업은 다음과 같다.
- 비젠호프: 주 스폰서
- 엄브로: 공식 클럽용품 제공업체
- 타르고방크 : 공식 스폰서, 前 시티은행
- 인베이: 공식 스폰서
- 코카콜라: 공식 스폰서
- 팁베트: 공식 베팅 파트너
- 티피코 : 공식 스폰서
- SigG Solar: 공식 스폰서
- 폭스바겐: 공식 스폰서
- 라마다: 공식 스폰서
- 크라프트 푸드: 공식 스폰서
- Ewe Tel: 공식 스폰서
- CeWe Color : 공식 스폰서
- 하케 벡: 공식 스폰서

## 클럽 문화

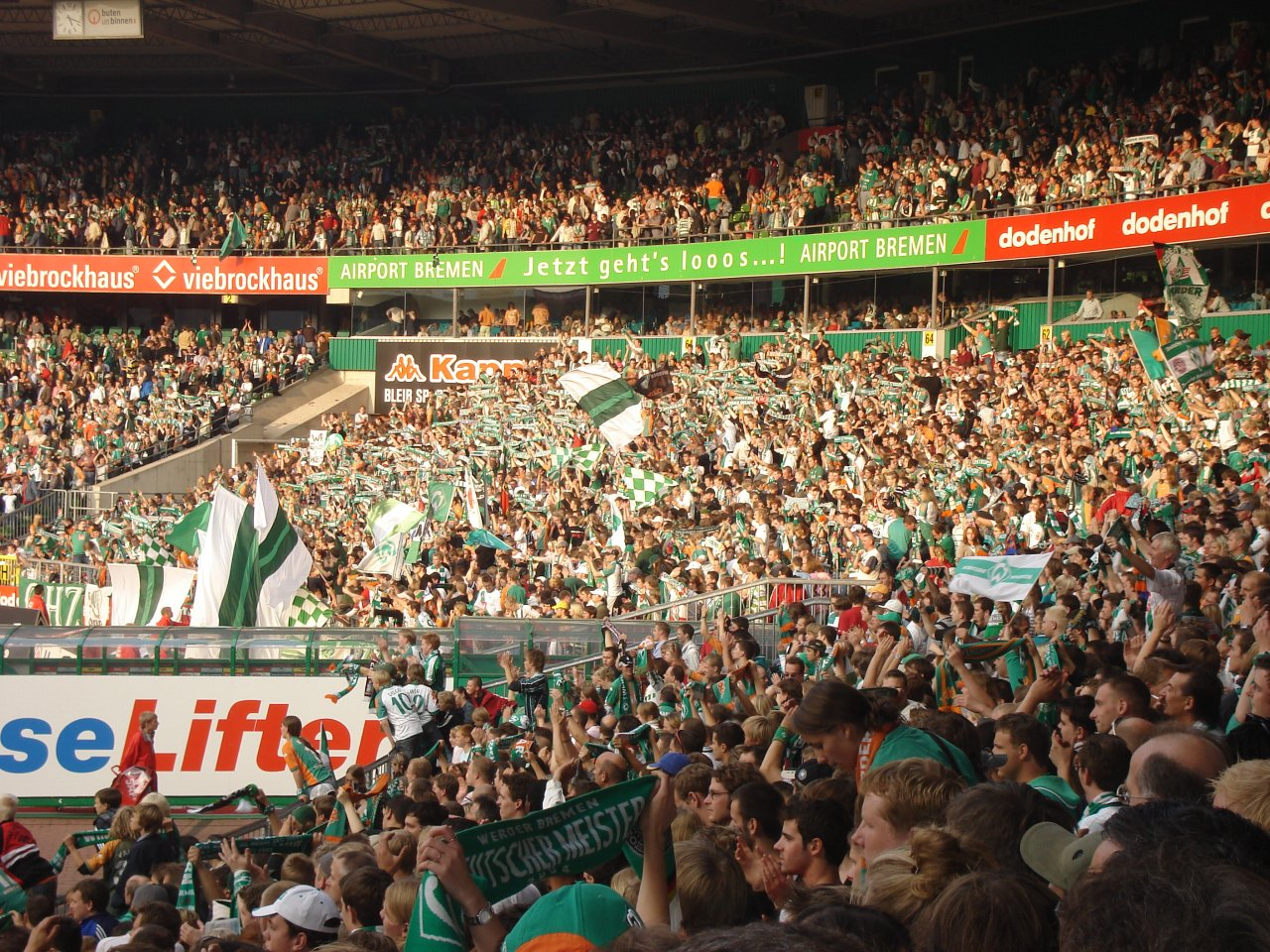
베저슈타디온의 유명한 서쪽 스탠드 (Ostkurve)의 울트라 서포터.

베르더 브레멘은 서부 레지오날리가 (4부리그)에 속한 로트 바이스 에센과의 오랜 친선 관계를 맺고 있다. 그리고 그들은 (노르트 더비 상대인) 함부르크 SV와 라이벌 관계에 놓여 있다. 그 외에도 FC 바이에른 뮌헨과 라이벌 관계를 가지고 있다. 그들은 최근에 베르더의 최고 선수들 (아일통, 믈라덴 크르스타이치, 프랑크 로스트, 올리버 레크 (골키퍼 코치), 파비안 에른스트, 프랑코 디 산토 등)을 빼앗아가는 겔젠키르헨의 FC 샬케 04를 증오하기도 한다. 2015년 프랑코 디 산토의 이적 당시, 독일의 래퍼이자 베르더 브레멘의 팬으로 잘 알려진 Jan Delay가 FC 샬케 04를 저주하는 글을 트위터에 올렸다가 논란이 일자 사과글을 올리기도 했다.
베르더에는 울트라 서포터 그룹이 존재한다: "라카이 베르" (Racaille Verte), "완더러스-브레멘" (Wanderers-Bremen), "불명예의 젊은이" (The Infamous Youth), 그리고 "울트라-팀 브레멘" (Ultra-Team Bremen)이 와서 베르더를 서포트한다. 울트라는 우디네세 칼초, 샴록 로버스 FC, SK 슈투름 그라츠의 울트라 그룹들과 동맹을 맺고 있다.
베르더 브레멘의 공식 응원가는 "초록과 하양이여 영원히" (Lebenslang Grün-Weiß)로 브레멘 출신의 오리지널 도이체마허라는 밴드에 의해 불렸다.
이 클럽은 푸스볼-분데스리가에서는 드물게 항구 도시를 연고로 하는 클럽으로 함부르크 SV만이 같은 속성을 띈다: 뱃고동 소리가 골세레모니 음악과 함께 연주된다. 이 지역의 자부심은 단점을 가지고 있으며, 베르더 브레멘의 상대는 그들이 악취를 풍기고 멍청하다고 간주하며 "물고기 머리" (Fischköpfe)라고 조롱한다.

## 역대 성적
- 1 분데스리가 
  - 우승: 1964-65, 1987-88, 1992-93, 2003-04
  - 준우승: 1967-68, 1982-83, 1984-85, 1985-86, 1994-95, 2005-06, 2007-08
- 2 분데스리가 
  - 우승: 1980-81
- DFB-포칼 
  - 우승: 1960-61, 1990-91, 1993-94, 1998-99, 2003-04, 2008-09
  - 준우승: 1988-89, 1989-90, 1999-2000, 2009-10
- 리가포칼 
  - 우승: 2006
  - 준우승: 1999, 2004
- DFL-슈퍼컵 
  - 우승: 1988, 1993, 1994, 2009
  - 준우승: 1991

## 국제 대항전
- UEFA컵
  - 준우승: 2008-09
  - 4강: 1987-88, 1989-90, 2006-07
- UEFA 슈퍼컵
  - 준우승: 1992
- UEFA 컵위너스컵 
  - 우승: 1991-92
- UEFA 인터토토컵 
  - 우승: 1998
- 인터네셔널 사커 리그 
  - 준우승: 1964

## 선수

### 현재 선수 명단
2025년 2월 3일 기준
참고: FIFA 자격 규정에 따라 소속된 국가대표팀 국기를 표시합니다. 선수는 복수의 FIFA 비회원국 국적을 가지고 있을 수 있습니다.
| 번호 | 포지션 | 국적     | 이름                              |
| ---- | ------ | -------- | --------------------------------- |
| 1    | GK     |          | 미하엘 체터러                     |
| 3    | DF     |          | 안토니 융                         |
| 4    | DF     |          | 니클라스 슈타르크                 |
| 5    | DF     |          | 아모스 피퍼                       |
| 6    | MF     |          | 옌스 스타게                       |
| 7    | FW     |          | 마르빈 두크슈                     |
| 8    | DF     |          | 미첼 바이저                       |
| 9    | FW     | 포르투갈 | 안드레 실바                       |
| 10   | MF     |          | 레오나르도 비텡코우르트           |
| 11   | FW     |          | 저스틴 은진마                     |
| 13   | DF     | 세르비아 | 밀로시 벨코비치 (부주장)          |
| 14   | MF     |          | 센느 리넌                         |
| 17   | FW     |          | 마르코 그륄                       |
| 19   | DF     |          | 데리크 쾬 (갈라타사라이에서 임대) |
| 20   | MF     |          | 로마노 슈미트                     |

| 번호 | 포지션 | 국적         | 이름                 |
| ---- | ------ | ------------ | -------------------- |
| 22   | DF     |              | 훌리안 말라티니      |
| 25   | GK     |              | 마르쿠스 콜케        |
| 26   | FW     |              | 조엘 이마누센        |
| 27   | DF     |              | 펠릭스 아구          |
| 28   | MF     |              | 스켈리 알베로        |
| 29   | DF     | 부르키나파소 | 이사 카보레          |
| 30   | GK     |              | 미오 바크하우스      |
| 32   | DF     |              | 마르코 프리들 (주장) |
| 33   | FW     |              | 압데네고 난키시      |
| 35   | MF     |              | 레온 오피츠          |
| 42   | FW     |              | 케케 토프            |

### 임대 선수 명단
참고: FIFA 자격 규정에 따라 소속된 국가대표팀 국기를 표시합니다. 선수는 복수의 FIFA 비회원국 국적을 가지고 있을 수 있습니다.
| 번호 | 포지션 | 국적 | 이름                                             |
| ---- | ------ | ---- | ------------------------------------------------ |
| —    | MF     | 토고 | 디케니 살리푸 (아우스트리아 클라겐푸르트로 임대) |

| 번호 | 포지션 | 국적 | 이름                                           |
| ---- | ------ | ---- | ---------------------------------------------- |
| —    | FW     |      | 다비트 코브나츠키 (포르투나 뒤셀도르프로 임대) |

### 영구 결번
- 12번: 클럽 서포터즈

## 역대 감독

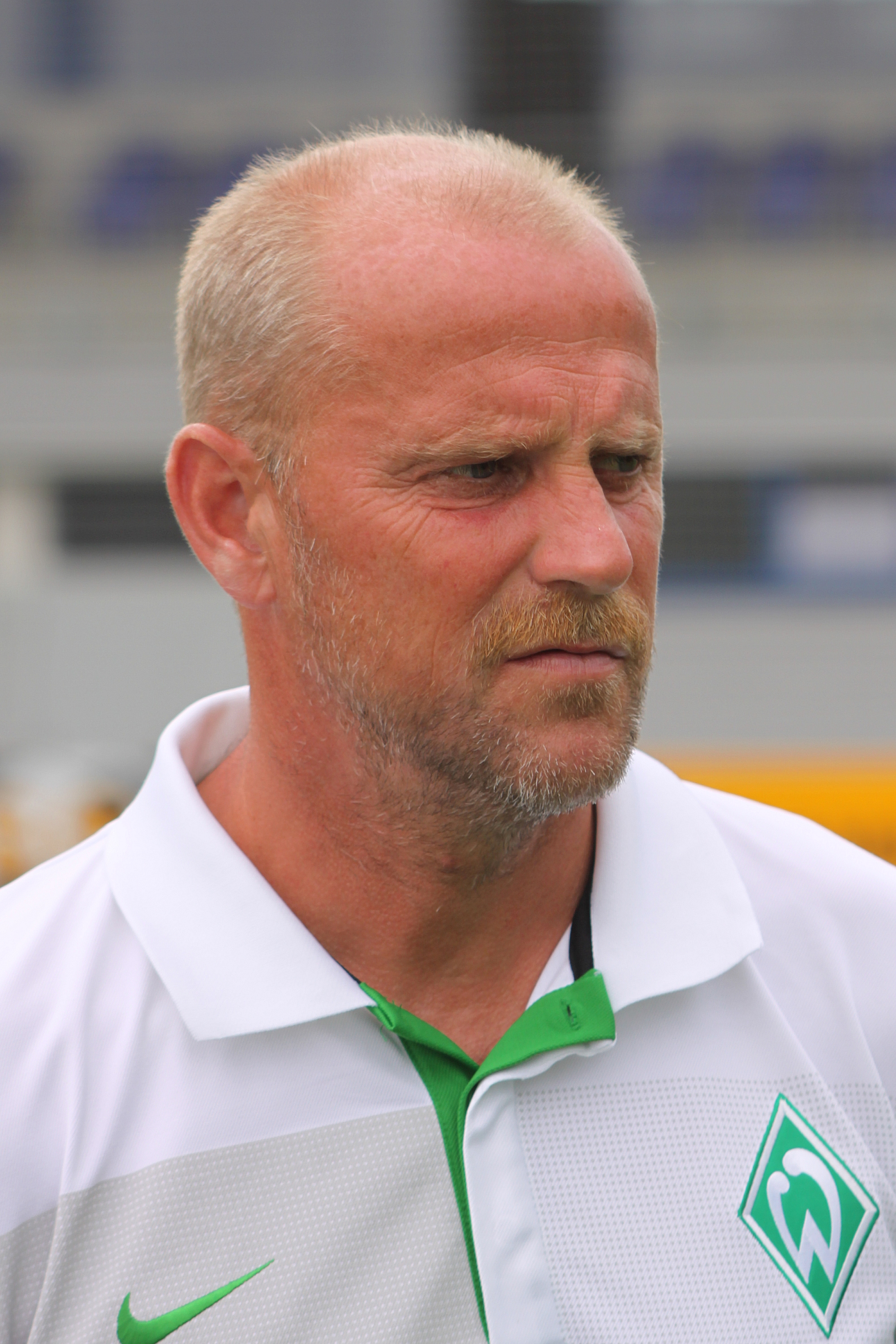
토마스 샤프는 1999년부터 2013년까지 베르더 브레멘의 감독을 맡았었다.

| 감독                | 임기        |
| ------------------- | ----------- |
| 한스 틸코프스키     | 1970        |
| 제프 피온테크       | 1971 ~ 1975 |
| 오토 레하겔         | 1976        |
| 한스 틸코프스키     | 1976 ~ 1977 |
| 오토 레하겔         | 1981 ~ 1995 |
| 토마스 샤프         | 1999 ~ 2013 |
| 빅토르 스크리프니크 | 2014 ~ 2016 |

## 코칭 스태프
- 2023년 기준

| 위치             | 이름                          | 국적               |
| ---------------- | ----------------------------- | ------------------ |
| 단장             | 프랑크 바우만                 | 독일               |
| 감독             | 올레 베르너                   | 독일               |
| 수석코치         | 파트리크 콜만 하네스 드레브스 | 독일•아일랜드 독일 |
| 골키퍼 코치      |                               |                    |
| 체력코치         |                               |                    |
| 팀 주치의        |                               |                    |
| 물리 치료사      |                               |                    |
| 보조 물리 치료사 |                               |                    |
| 아마추어 팀 감독 |                               |                    |

## 같이 보기
- SV 베르더 브레멘 II (SV 베르더 브레멘의 리저브 팀)